# Hugh Gillin
Hugh Gillin (Galesburg, 14 luglio 1925 – San Diego, 4 maggio 2004) è stato un attore statunitense.

## Biografia
È famoso per aver interpretato lo sceriffo John Hunt in Psycho II (1983) e Psycho III (1986). Apparve anche in quattro episodi della seconda stagione de L'albero delle mele, dove interpretò Howard il cuoco. La sua ultima apparizione in televisione risale al 1998, in un episodio di Pensacola - Squadra speciale Top Gun. Era un membro dell'A.M.P.A.S, l'Academy of Motion Picture Arts and Sciences. Morì il 4 maggio 2004 a San Diego, in California.

## Filmografia parziale

### Cinema
- Arma da taglio (Prime Cut), regia di Michael Ritchie (1972)
- Paper Moon - Luna di carta (Paper Moon), regia di Peter Bogdanovich (1973)
- Il ritorno di Butch Cassidy & Kid (Butch and Sundance: The Early Days), regia di Richard Lester (1979)
- The Rose, regia di Mark Rydell (1979)
- La febbre del successo - Jazz Singer (The Jazz Singer), regia di Richard Fleischer (1980)
- Una notte con vostro onore (First Monday in October), regia di Ronald Neame (1981)
- L'aereo più pazzo del mondo... sempre più pazzo (Airplane II: The Sequel), regia di Ken Finkleman (1982)
- Psycho II, regia di Richard Franklin (1983)
- Dimensione inferno (Purple Hearts), regia di Sidney J. Furie (1984)
- Tempi migliori (The Best of Times), regia di Roger Spottiswoode (1986)
- Psycho III, regia di Anthony Perkins (1986)
- Galeotti sul pianeta Terra (Doin' Time on Planet Earth), regia di Charles Matthau (1988)
- Ritorno al futuro - Parte III (Back to the Future Part III), regia di Robert Zemeckis (1990)

### Televisione
- L'albero delle mele (The Facts of Life) – serie TV, 4 episodi (1980-1981)
- Sadat, regia di Richard Michaels – miniserie TV (1983)
- Pensacola - Squadra speciale Top Gun (Pensacola: Wings of Gold) – serie TV, un episodio (1998)

## Doppiatori italiani
Nelle versioni in italiano delle opere in cui ha recitato, Hugh Gillin è stato doppiato da:
- Sergio Fiorentini in Charlie's Angels
- Luciano De Ambrosis in Psycho II
- Renato Mori in Psycho III
- Franco Chillemi in Ritorno al futuro - Parte III